# Дворец губернатора (Могадишо)
Дворец губернатора (итал. Palazzo del Governatore) — являлся резиденцией губернатора Итальянского Сомали, а затем администратора подопечной территории Сомали. Дворец был построен в колониальный период в столице Могадишо, расположенной на юге современного Сомали. В настоящее время используется как здание муниципалитета Могадишо, является одним из самых популярных правительственных учреждений в Сомали. Дворец стал первым местом, где разместили флаг Сомали.

## История
В конце 1920-х годов дворец был построен в колониальный период в столице Могадишо, расположенной на территории современного юга Сомали. В те годы в городе строились здания в стиле итальянской архитектуры: этот дворец был одним из самых ярких представителей колониально-фашистской архитектуры.
Дворец был расположен на главной улице итальянского Могадишо «Корсо-Умберто» с видом на океан и порт. Архитектура представляла собой смесь итальянского и арабского стилей, второй этаж был украшен итальянской мебелью эпохи Возрождения. Перед главным входом был разбит огромный сад.
Во дворце на нижнем этаже находились следующие залы:
- Арабский зал с украшениями, заимствованными из исламской архитектуры старого Могадишо;
- Комнаты «Итальянской королевы Елены» с гобеленами;
- «Зал Джустиция» с мебелью в готическом стиле аостской долины;
- Зал совещаний со стенами, сделанными в классическом стиле итальянской архитектуры, и огромным панно с изображением Сан-Джорджо;
- Второй этаж предназначался для частного использования, с комнатами для королевских гостей.

Дворец открыл итальянский губернатор Чезаре Мария Де Векки, правивший с 1923 по 1929 год. Приказал провести раскопки в садах перед дворцом, где оказался древний арабский дворец «Эль-Музаффар».
В 1975 году дворец был полностью снесен, на этом месте построено новое здание отеля «Аль-Уруба» на арабские инвестиции.
После отставки президента Сомали Мохамеда Сиада Барре в 1992 году отель «Аль-Уруба» сильно пострадал от обстрелов во время гражданской войны, но в 2010-х годах начали реализоваться проекты по полной реконструкции здания.